# Peter Donlon
Peter Donlon (né le 16 décembre 1906 à Port Hueneme et mort le 14 décembre 1979 à Napa (Californie)) est un rameur d'aviron américain.

## Palmarès

### Jeux olympiques
- Amsterdam 1928
  -  Médaille d'or en huit[1].